# Оломоуць (округ)
Оломоуць (чеськ. Okres Olomouc) — адміністративно-територіальна одиниця в Оломоуцькому краї Чеської Республіки. Адміністративний центр — місто Оломоуць. Площа округу — 1451 кв. км., населення становить 233 651 особа.
До округу входить 97 муніципалітетів, з яких 6 — міста.